# أبو بكر بن الجد
أبو بكر محمد بن عبد الله بن يحيى بن فرج بن الجد الفهري اللبلي المالكي والمعروف اختصارا بأبو بكر بن الجد (496هـ - شوال 586هـ) حافظ وفقيه وخطيب وكان أحد الفصحاء البلغاء. يصنف كأحد أساطين الفقهاء في العصر الموحدي، والاسم البارز في سماء الفقه المالكي، انتهت إليه رئاسة الفقه بالأندلس أزيد من ستين سنة.

## سيرته
من أسرة آل ابن الجد بلبلة. طلب العلم بقرطبة سنة 515هـ عند كبار فقهاء المالكية: ابن رشد الجد وأبو بحر بن العاص وابن عتاب. وبإشبيلية عند أبا بكر بن العربي ومحمد بن شريح الرعيني لكنه امتنع من الرواية عنهما. وفي اللغة بحث كتاب سيبويه على أبو الحسن بن الأخضر. وسمع صحيح مسلم من أبو القاسم الهوزني.
 كما لزم مالك بن وهيب الأندلسي واختص به.
من تلاميده ابن زرقون وأبو علي الشلوبين وابن دحية الكلبي. وكان كبير الحفاظ في الفتيا، وقدم للشورى سنة 521هـ مع أبو بكر بن العربي ونُظرائه بإشبيلية وأبو القاسم بن ورد قاضٍ بها، ويروي أبو الربيع الكلاعي أنه انتهت إليه رئاسة الفقه أزيد من ستين سنة، عظم خلالها جاهه وشأنه. فكان خطيبا عن ملوك عصره المرابطين ثم الموحدين.
كان على رأس الوفد الأندلسي الذي توجه سنة 545 هـ لمدينة سلا لتجديد البيعة للخليفة الموحدي عبد المؤمن بن علي، وألقى فيهم ابن الجد، باسم الوفد، خطبة بليغة استحسنها الخليفة.

تعرض لمحنة في بلدته لبلة حيث سجن واطلق سراحه بعدها.
شن الخليفة عبد المومن حملة عشواء ضد المذهب المالكي، وهدأت بعدما قام الفقهاء وفندوا مزاعم الذين طعنوا في المذهب. إلى أن جاء الخليفة الثاني، حيث ذكر عبد الواحد المراكشي صاحب كتاب المعجب في تلخيص أخبار المغرب قصة أبو يعقوب يوسف بن عبد المؤمن مع أبي بكر ابن الجد وأظهر له سياسة الموحدين الجديدة لمحاربة الفقه وفروعه، وكان أبو يعقوب قد كرمه أيام إمارته بإشبيلية واستدعاه إلى مراكش لما صار خليفة.
قال له (الخليفة): يا أبا بكر أنا أنظر في هذه الآراء المتشعبة التي أحدثت في دين الله، أرأيت – يا أبا بكر – المسألة فيها أربعة أقوال، أو خمسة أقوال، أو أكثر من هذا، فأي هذه الأقوال هو الحق؟ وأيها يجب أن يأخذ به المقلد؟ فافتتحت أبين ما أشكل عليه من ذلك، فقال لي – وقطع كلامي- : يا أبا بكر، ليس إلا هذا – وأشار إلى المصحف، أو هذا – وأشار إلى كتاب سنن أبي داود- وكان عن يمينه، أو السيف.
 فكان يصغي إلى حديثه ويستحسن كلامه إلى أن توفي أبو يعقوب وخلفه ابنه المنصور فكان عنده مسموع القول مقبول الشفاعة.

توفي في شوال سنة 586هـ .

## مؤلفاته
- أحكام الزكاة، دراسة وتحقيق: د. عبد المغيث الجيلاني، خرّج أحاديثه: ذ. الميلود كعواس، منشورات مركز الدراسات والأبحاث وإحياء التراث بالرابطة المحمدية للعلماء-الرباط، سلسلة نوادر التراث (9)، الطبعة الأولى: 1431هـ/2010م.